# Subaru Impreza

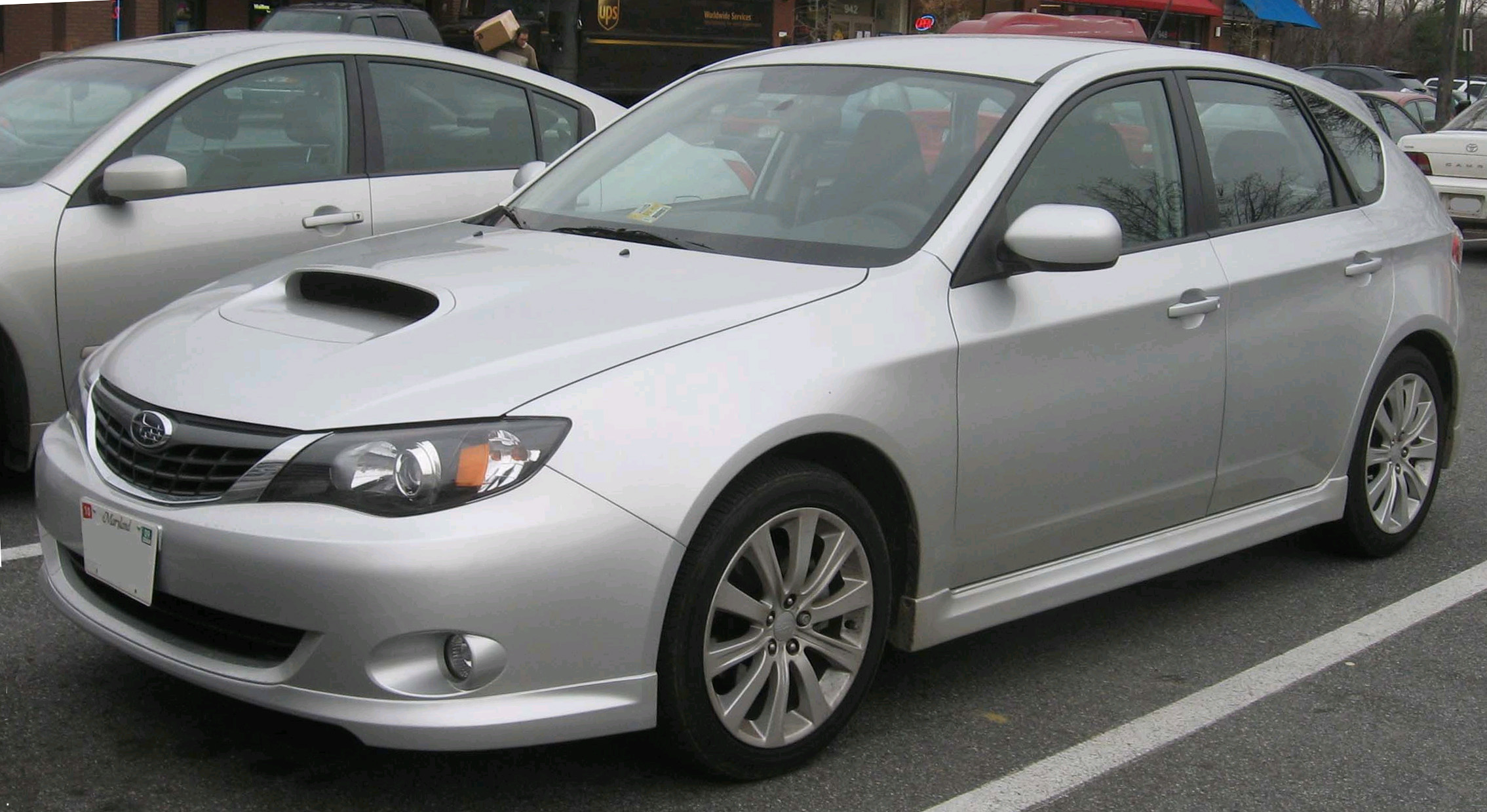
Subaru Impreza (generation 3).

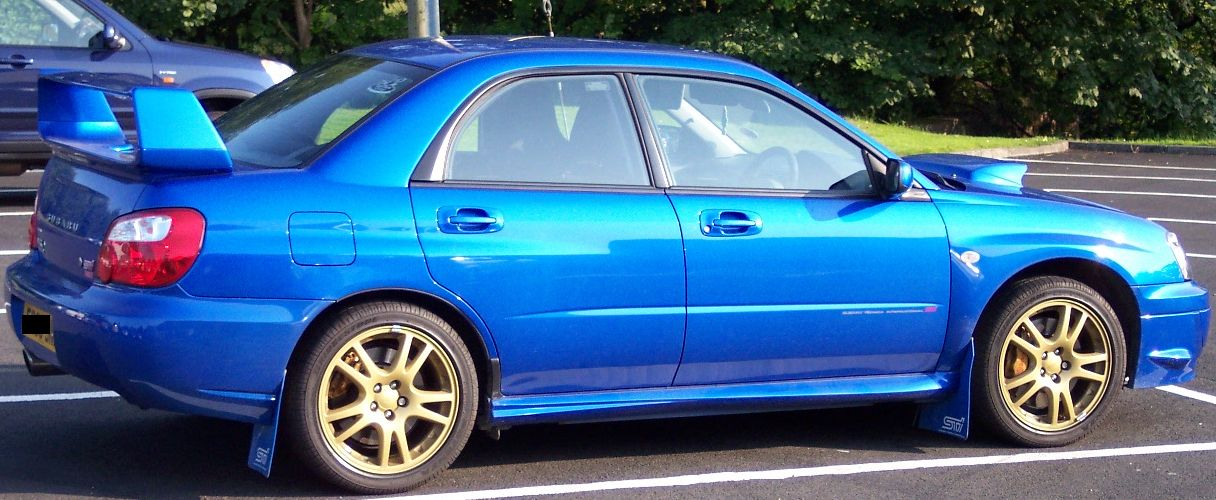
Subaru Impreza WRX STI.

Subaru Impreza är en personbil tillverkad av Subaru i samma storleksklass som Volkswagen Golf, den så kallade undre mellanklassen eller Golfklassen. Den tillverkas av det japanska företaget Subaru sedan 1993. 
Alla modeller av Impreza har fyrhjulsdrift. Ett annat av Subarus kännetecken är deras val av motormodell, de använder boxermotorer i alla bilar de tillverkar. Subaru motiverar sitt val av motor med att det ger bättre väghållning genom att det sänker bilens tyngdpunkt, då det platta motorblocket kan placeras lågt i bilen och med att boxertekniken också ger små vibrationer.
Subaru säljer även en rallyinspirerad Imprezamodell, Impreza WRX STI. Rallyversionen av Impreza känns igen genom sin stora vinge och det stora luftintaget på motorhuven. Impreza har gjort sig ett namn i rallysammanhang, med bland andra Colin McRae och Petter Solberg bakom ratten. Impreza har vunnit tre förartitlar i rally-VM: Colin McRae 1995, Richard Burns 2001 och Petter Solberg 2003. Impreza WRX har även körts av svensken Kenneth Eriksson och motocross- och rallyföraren Travis Pastrana

## Första generationen 1992-2001
Premiären av Subaru Impreza skedde den 22 oktober 1992 i Japan och lanseringen skedde i november samma år. Impreza kunde fås antingen med framhjulsdrift eller 4-hjulsdrift. 

## Andra generationen 2000-2007
Generation två av Impreza lanserades 2000 och är större än föregångaren. 

## Tredje generationen 2007-2014
Vid New York Auto Show den 2 april 2007 premiärvisades generation tre av Impreza.

## Fjärde generationen 2011-2016
Subaru visade upp generation fyra av Impreza för första gången på bilsalongen i New York i april 2011. Generation fyra är designmässigt en utveckling av tidigare modeller. Bränsleförbrukningen har också minskats genom en ny tvålitersmotor helt i aluminium. Generation fyra av Impreza säljs i Sverige sedan våren 2013, enligt Subaru magazine. Fjärde generationen av Subaru Impreza utsågs i mars 2012 av amerikanska Consumer Reports till bästa bil i kategorin "Small Car".

## Femte generationen 2016-nuvarande
Femte generationen Impreza hade premiär 2016.